# رود بلایت
رود بلایت (مالایی: Sungai Belait) یک رود در استان بلائیت کشور برونئی است.